# František Mrázik
František Mrázik, Ferko Mrázik (ur. 12 kwietnia 1914 r. w Żylinie, zm. 22 września 2001 w Popradzie) – słowacki taternik, przewodnik tatrzański, narciarz i ratownik górski.

## Życiorys
František Mrázik był zawodnikiem narciarskim w latach 1942–1948. W latach kolejnych był aktywnym działaczem narciarskim, organizował zawody narciarskie w Tatrach. W 1950 roku rozpoczął pracę w Tatrzańskiej Łomnicy, zasiadał w zarządzie tatrzańskich schronisk i jako ochotnik zajmował się ratownictwem górskim w THS. W 1952 roku został stałym członkiem tejże organizacji. Mrázik był także jednym z twórców powstałego w 1954 roku Pogotowia Górskiego (HS) – czechosłowackiej ogólnopaństwowej organizacji ratownictwa górskiego. W latach 1954–1955 był naczelnikiem HS w Tatrach Wysokich. W 1956 roku mianowany został naczelnikiem całej słowackiej komórki HS, funkcję tę pełnił do 1973 roku. W latach 1969–1974 zasiadał w radzie HS ČSSR i był jej przewodniczącym. W 1975 roku otrzymał status honorowego członka GOPR-u.
František Mrázik prowadził także ożywioną działalność pisarską na tematy ratownicze. Jego artykuły publikowane były m.in. w czasopiśmie „Krásy Slovenska”.
W 1997 r. odznaczony Krzyżem Oficerskim Order Zasługi Rzeczypospolitej Polskiej za działania na rzecz współpracy słowacko-polskiej